# Sven Lundquist
Sven Anders Viktor Lundquist (* 24. März 1920 in Borås; † 3. September 2007 in Lidingö) war ein schwedischer Sportschütze.

## Erfolge
Sven Lundquist nahm an den Olympischen Spielen 1948 in London teil, bei denen er mit der Schnellfeuerpistole auf 25 m antrat. Er erzielte 569 Punkte, wodurch er sich auf dem dritten Platz einreihte und damit die Bronzemedaille hinter Károly Takács und Enrique Sáenz-Valiente gewann. Im Jahr zuvor hatte er bei den Weltmeisterschaften bereits Bronze in der Einzelkonkurrenz mit der Schnellfeuerpistole gewonnen, während er in der Mannschaftskonkurrenz ebenso Vizeweltmeister wurde wie im Mannschaftswettbewerb mit der Freien Pistole. Mit letzterer wurde er, wiederum mit der Mannschaft, 1949 in Buenos Aires ein weiteres Mal Zweiter.